# مسألة كبلر

رسم توضيحي لقانون كيبلر الثالث

في الميكانيكا الكيلاسيكية تمثل مسألة كيبلر حالة خاصة من مشكلة الجسمين وتتمثل في العثور على موضع أو سرعة الجسمين على مدار الوقت استناداً إلى الكتلة والسرعة والمواقع الأولية باستخدام الميكانيكا الكلاسيكية.

## التسمية
سميت مسألة كيبلر نسبة إلى يوهانس كيبلر الذي اقترح قوانين كيبلر للحركة الكوكبية (التي هي جزء من الميكانيكا الكلاسيكية وحل مشكلة مدارات الكواكب)

## التطبيقات
تستخدم مسألة كيبلر في عديد من المجالات وبعضها يتجاوز الفيزياء التي درسها كيبلر نفسه

### أهمية مسألة كيبلر فيالميكانيكا السماوية
لأن الجاذبية النيوتونية تمتثل لقانون مربع عكسي وتشمل الأمثلة القمر الصناعي الذي يتحرك حول كوكب أو كوكب حول شمسه أو نجمين ثنائيين عن بعضهما البعض

### حركةالجسيمات المشحونة
تعتبر مشكلة كيبلر مهمة أيضًا في حركة الجسيمات المشحونة، لأن قانون الكهرباء في كولومب يطيع أيضًا قانونًا مربعًا معكوسًا . ومن الأمثلة على ذلك ذرة الهيدروجين والبوزيترونيوم والميونيوم اللتين لعبت جميعها أدوارًا مهمة كنظم نموذج لاختبار النظريات الفيزيائية وقياس ثوابت الطبيعة.

### الميكانيكا الكلاسيكية
تعتبر مشكلة كيبلر ومشكلة المذبذب التوافقي البسيطة أهم مشكلتين أساسيتين في الميكانيكا الكلاسيكية حيث إنهما المشكلتان الوحيدتان اللتان أقفلتا مدارات لكل مجموعة ممكنة من الشروط الأولية، أي العودة إلى نقطة البداية بنفس السرعة ( مبرهنة برتراند ).غالبًا ما استخدمت مشكلة كيبلر لتطوير طرق جديدة في الميكانيكا الكلاسيكية ، مثل ميكانيكا لاغرانج ، وميكانيكا هاميلتون ، ومعادلة هاملتون جاكوبي ، وإحداثيات زاوية العمل
تحافظ مشكلة كيبلر أيضًا على متجه لابلاس - رانج - لينز، الذي تم تعميمه منذ ذلك الحين ليشمل تفاعلات أخرى وقد سمح حل مشكلة كبلر للعلماء بإظهار أن حركة الكواكب يمكن تفسيرها بالكامل بواسطة الميكانيكا الكلاسيكية وقانون جاذبية نيوتن ولعب التفسير العلمي للحركة الكوكبية دورًا مهمًا في دخول عصر التنوير.

## التعريف الرياضي
القوة المركزية F التي تختلف من حيث المقدار كمربع معكوس للمسافة r بينهما:
{\displaystyle F={\operatorname {k}  \over \operatorname {r^{2}} }{\widehat {r}}}
حيث k هو ثابت و r يمثل وحدة المتجه على طول الخط بينهما وقد تكون القوة قوية ( k <0) أو ضعيفة ( k > 0)
الإمكانيات العددية ( الطاقة المحتملة للجسم غير المركزي) هي:
{\displaystyle V(r)={\operatorname {k}  \over \operatorname {r} }}

## حل مسألة كيبلر
معادلة الحركة لنصف القطر{\displaystyle \tau }من جسيم من الكتلة {\displaystyle m} تتحرك في إمكانات مركزية {\displaystyle V(r)} من معادلات لاغرانج
{\displaystyle m{\operatorname {d^{2}} \!r \over \operatorname {dt^{2}} }-mrw^{2}=m{\operatorname {d^{2}} \!r \over \operatorname {dt^{2}} }-{\operatorname {L^{2}}  \over \operatorname {mr^{3}} }=-{\operatorname {dv}  \over \operatorname {dr} }}
{\displaystyle w\equiv {d\theta  \over dt}} والزخم الزاوي {\displaystyle L=mr^{2}w}يتم الحفاظ عليها. والقوة المطبقة للداخل {\displaystyle {\operatorname {d\mathrm {V} }  \over \operatorname {dr} }}يساوي متطلبات القوة الجاذبة {\displaystyle mrw^{3}}كما هو متوقع.
إذا لم يكن L صفر، فإن تعريف الزخم الزاوي يسمح بتغيير المتغير المستقل من {\displaystyle t}إلى {\displaystyle \theta }
{\displaystyle {\frac {d}{dt}}={\frac {L}{mr^{2}}}{\frac {d}{d\theta }}}
إعطاء معادلة جديدة للحركة مستقلة عن الزمن
{\displaystyle {\frac {L}{r^{2}}}{\frac {d}{d\theta }}\left({\frac {L}{mr^{2}}}{\frac {dr}{d\theta }}\right)-{\frac {L^{2}}{mr^{3}}}=-{\frac {dV}{dr}}}
التوسع في المدى الأول هو
{\displaystyle {\frac {L}{r^{2}}}{\frac {d}{d\theta }}\left({\frac {L}{mr^{2}}}{\frac {dr}{d\theta }}\right)=-{\frac {{2}L^{2}}{mr^{5}}}\left({\frac {dr}{d\theta }}\right)^{2}+{\frac {L^{2}}{mr^{4}}}{\frac {d^{2}r}{d\theta ^{2}}}}
تصبح هذه المعادلة شبه خطية عند إجراء تغيير للمتغيرات {\displaystyle u\equiv {\frac {1}{r}}}ثم ضرب الجانبين من قبل {\displaystyle {\frac {mr^{2}}{L^{2}}}}
{\displaystyle {\frac {du}{d\theta }}={\frac {-1}{r^{2}}}{\frac {dr}{d\theta }}}
{\displaystyle {\frac {d^{2}u}{d\theta ^{2}}}={\frac {2}{r^{3}}}\left({\frac {dr}{d\theta }}\right)^{2}-{\frac {1}{r^{2}}}{\frac {d^{2}r}{d\theta ^{2}}}}
بعد الاستبدال وإعادة الترتيب:
{\displaystyle {\frac {d^{2}u}{d\theta ^{2}}}+u=-{\frac {m}{L^{2}}}{\frac {d}{du}}V(1/u)}
بالنسبة لقانون القوة المعكوسة مثل قوة الجاذبية أو الإلكتروستاتيك ، يمكن كتابة الإمكانات:
{\displaystyle V(\mathbf {r} )={\frac {k}{r}}=ku}
المدار  {\displaystyle u(\theta )} يمكن اشتقاقها من المعادلة العامة
{\displaystyle {\frac {d^{2}u}{d\theta ^{2}}}+u=-{\frac {m}{L^{2}}}{\frac {d}{du}}V(1/u)=-{\frac {km}{L^{2}}}}
حلها هو الثابت {\displaystyle -{\frac {km}{L^{2}}}}بالإضافة إلى {\displaystyle u\equiv {\frac {1}{r}}=-{\frac {km}{L^{2}}}\left[1+e\cos \left(\theta -\theta _{0}\right)\right]}
حيث {\displaystyle e}( الانحراف ) و{\displaystyle \theta _{0}}( تخالف المرحلة ) هي ثوابت التكامل.
هذه هي الصيغة العامة لقسم مخروطي له تركيز واحد على الأصل حيث {\displaystyle e=0} يناظر دائرة و {\displaystyle e<1} يتوافق مع الناقص و {\displaystyle e<1} يتوافق مع المكافئ، و {\displaystyle e<1} يتوافق مع الزائدة والانحراف {\displaystyle e} ترتبط بالطاقة الكلية {\displaystyle E}
{\displaystyle e={\sqrt {1+{\frac {2EL^{2}}{k^{2}m}}}}}
ومع مقارنة هذه الصيغ تبين أن  {\displaystyle E<0} يتوافق مع شكل بيضاوي {\displaystyle E=0} يتوافق مع المكافئ، و{\displaystyle {\ce {E>0}}} يتوافق مع القطع الزائد . خاصه {\displaystyle E=-{\frac {k^{2}m}{2L^{2}}}} للمدارات الدائرية بشكل مثالي (القوة المركزية تساوي بالضبط متطلبات القوة المركزية، التي تحدد السرعة الزاوية المطلوبة لنصف دائري معين).
القوة الطاردة ( k > 0) تنطبق فقط على e > 1.